# Étang d'Ayès
L'étang d'Ayès est un étang de 1,7 ha situé dans les Pyrénées françaises à 1 694 mètres d'altitude dans le Couserans en Ariège sur la commune de Bethmale.

## Géographie
En aval de l'étang de Bellonguère, également alimenté par le ruisseau de Campuls, l'étang d'Ayès surplombe le petit cirque de Campuls. En contrebas, lorsque le ruisseau de Campuls reçoit en rive gauche le ruisseau de la Lée, il devient le ruisseau de Mourtis puis ruisseau de l'Étruc avant de rejoindre le Lez.

## Voies d'accès
Le sentier de grande randonnée 10 y passe mais la randonnée locale s'effectue par d'autres accès.
Le col de la Core, franchi par la RD 17, constitue un point de départ possible.

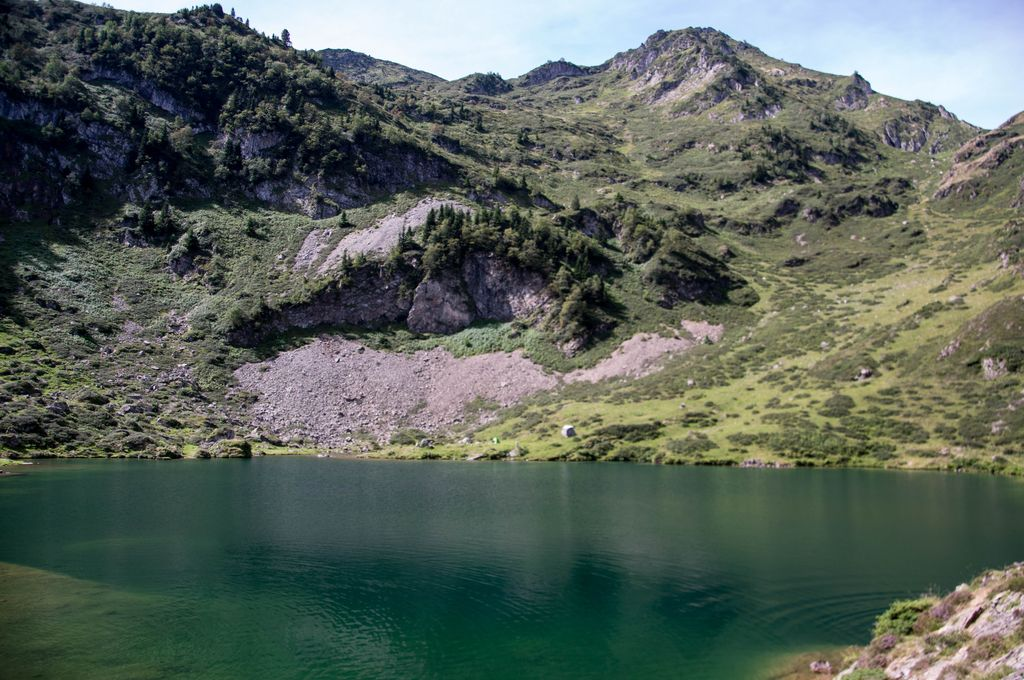
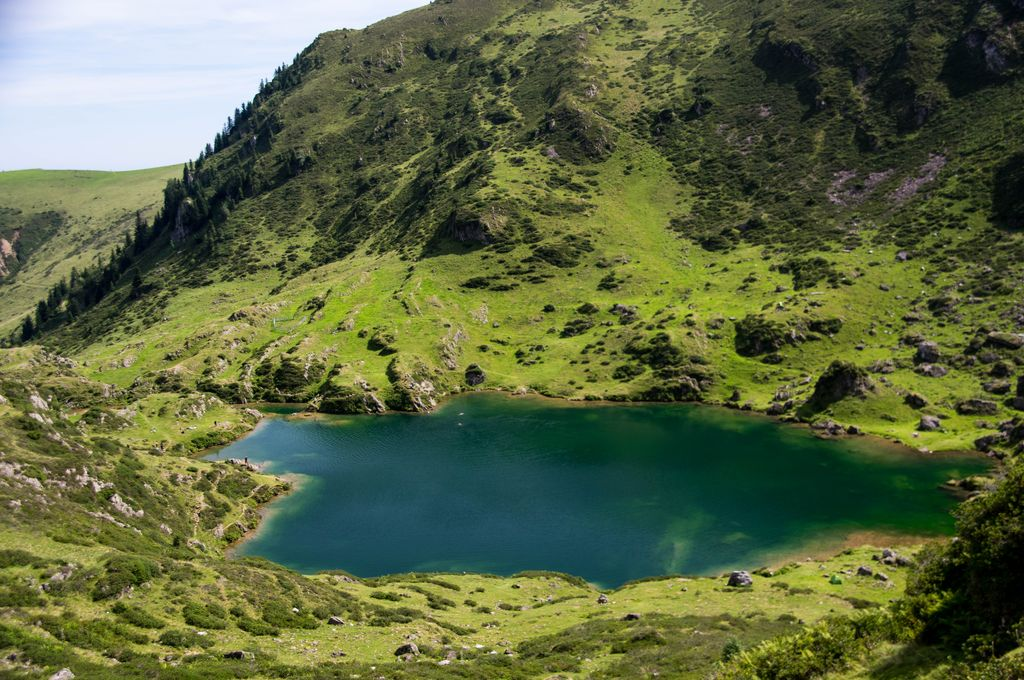
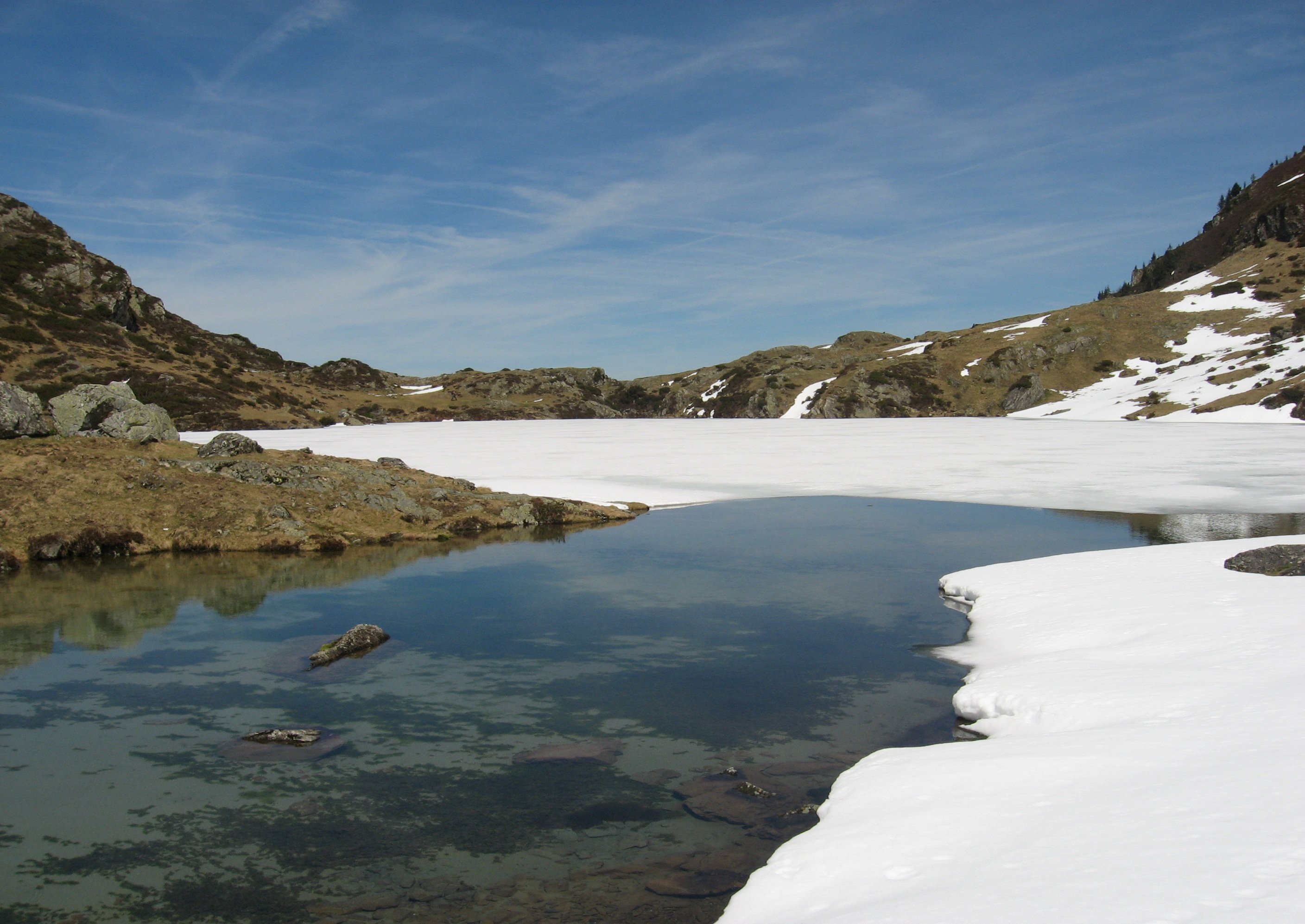